# トゥルー・ビジョン
トゥルー・ビジョン（英語: TrueVisions;タイ語: สถานีโทรทัศน์เคเบิลทรูวิชั่นส์）は、タイのバンコクに本社を置く、大手衛星ケーブルテレビ企業である。同社は、以前は統一放送協会（英語: United Broadcasting Corporation; UBC）として知られており、また「UBC-トゥルー」として知られているが、それは2007年2月に改称された。

## チャンネル一覧
- TV3
- TV5
- TV7
- TV9
- NBT
- Thai PBS
- タイのニュースネットワーク
- 映画アジアチャンネル (True Film Asia)
- 映画チャンネル(True Movie Hits)
- エンターテインメントチャンネル (True Inside)
- True X-Zyte
- シリーズチャンネル
- True Asian Series
- Hay-Ha
- Thai Film
- HBO
- MAX
- Star Movies
- MGM
- TCM
- AXN
- Hallmark
- Star World
- tvN
- MTV
- CNN
- BBC World News
- CNBC Asia
- NHK World
- CCTV-4
- TV5 (フランス)
- etc.